# نووا لهوتا (ناحیه هودونین)
نووا لهوتا (ناحیه هودونین) (به چکی: Nová Lhota) یک منطقهٔ مسکونی در جمهوری چک است که در ناحیه هودونین واقع شده‌است. نووا لهوتا ۲۵٫۸۵ کیلومتر مربع مساحت و ۶۹۹ نفر جمعیت دارد و ۴۸۴ متر بالاتر از سطح دریا واقع شده‌است.